# Lasioglossum orbitulum
Lasioglossum orbitulum is een vliesvleugelig insect uit de familie Halictidae. De wetenschappelijke naam van de soort is voor het eerst geldig gepubliceerd in 1997 door Ebmer.